# Guerre entre la dynastie Zhou et l'État de Chu
La guerre entre la dynastie Zhou et l'État de Chu est un conflit militaire entre la dynastie Zhou, alors dirigée par le roi Zhao, et l'État de Chu, qui dure de 961 à 957 av. J.-C.. Le roi Zhao dirige personnellement au moins deux grandes campagnes contre le Chu et d'autres États et tribus de la région du centre du bassin du Yangzi Jiang, conquérant initialement les terres situées au nord du fleuve et de la vallée de la rivière Han. Finalement, les Zhou subissent une défaite écrasante, la moitié de leurs forces armées ainsi que le roi Zhao sont tués, et perdent par la suite le contrôle de la quasi-totalité du territoire conquis. Cette guerre met fin à l’ère d'expansion de la dynastie des Zhou occidentaux, qui sont forcés d'adopter une posture défensive contre des agresseurs étrangers. Dans le même temps, le Chu consolide son indépendance de facto et continue de gagner en puissance, au point de devenir l’un des États les plus puissants de Chine. 

## Contexte

### La région du centre du bassin du Yangzi Jiang

Deux sites archéologiques importants de 1500 à -1040, Panlongcheng et Wucheng sont au sud de la carte.

La guerre a eu lieu dans la région correspondant au centre du bassin du Yangzi Jiang, qui est une zone de marais, marécages et montagnes, mais surtout une zone très fertile et extrêmement riche en minerais comme l'or, le cuivre et l'étain. En raison de sa richesse naturelle, la région a non seulement engendré plusieurs cultures néolithiques très développées, mais a également attiré l’attention des peuples vivant dans la Plaine centrale. Par la suite, de nombreuses cultures du nord ont tenté de s’étendre dans la région du centre du bassin du Yangzi Jiang dans le but d’exploiter ses matières premières.. Les intrus du Nord les plus importants et les plus prospères appartenaient à la culture d'Erligang, communément associée à la dynastie Shang. Les Shang semblent avoir pris le contrôle de vastes étendues de la région vers 1500 av. J.-C., même s'ils ne contrôlent jamais tout l'est du Hubei. Depuis Panlongcheng, le site qui est leur centre politique local, les habitants du Nord dominent politiquement et culturellement la population locale,  tout en exploitant les gisements du centre du bassin du Yangzi Jiang afin d'alimenter la production d'objets en bronze des villes Shang situées dans la plaine centrale. Les mines les plus importantes sont Tonglüshan et Tongling à Huangshi, toutes deux situées directement au sud du Yangzi.  Selon certaines sources historiographiques tardives, les Shang ont également créé plusieurs petits États dans la région, dont E et Zeng. 
Après une centaine d'années, l'hégémonie Shang semble faiblir : le nombre de sites contrôlés par Erligang dans la région commence à diminuer fortement à la fin du XVe siècle av. J.-C., et Panlongcheng est complètement abandonné quelque temps après l'an 1400 av. J.-C.. Les derniers centres dépendants d'Erligang, tels que Tonggushan, près de Yueyang, semblent passer sous le contrôle des populations locales et probablement devenir indépendants de la dynastie Shang.  Bien que la domination des Shang sur l'est du Hubei s'effondre au XIVe siècle av. J.-C., les inscriptions présentes sur des Os oraculaires signalent la présence de quelques enclaves fidèles aux Shang dans le Hubei, telles que E, Zeng et Chü, ainsi que de nombreuses campagnes militaires lancées contre les peuples du Sud. Ces campagnes n’ont probablement eu que peu de succès et peu d’effets, de sorte que la dynastie Shang n’a plus jamais réussi à reprendre le contrôle du sud. Néanmoins, la présence continue de la dynastie Shang dans le sud, même affaiblie, va devenir par la suite cruciale pour l'expansion vers le sud de la dynastie Zhou. 
La fin de l'hégémonie Shang laisse probablement un vide politique dans la région du Yangzi Jiang. Les découvertes archéologiques ne montrent aucune unité culturelle dans la région après la période d'Erligang, ce qui rend peu probable l'existence d'un pouvoir plus grand et centralisé succédant à celui des Shang. À la place de l'influence septentrionale, la puissante culture Wucheng commence à s'étendre depuis le Jiangxi vers la région du centre du bassin du Yangzi Jiang, bien que le peuple Wucheng n'ait probablement jamais dominé politiquement la région, contrairement à la dynastie Shang .  Néanmoins, la fin de l'autorité centrale n'entraîne pas de rupture culturelle ou technologique dans la région. Au lieu de cela, la fin du règne des Shang permet l’émergence de plusieurs centres de pouvoir locaux, petits mais très développés, ce qui conduit probablement à «un épanouissement de la civilisation à ce stade». En grande partie libérés de la domination étrangère, ces centres politiques deviennent économiquement, technologiquement et politiquement très avancés ,  pendant que leur puissance militaire augmente significativement. C'est ainsi que, face aux derniers rois de la dynastie Shang, les peuples du Yangzi font preuve d’une grande résilience et de capacités martiales remarquables. 
Trois de ces États du Yangtzi seraient impliqués dans la guerre qui a lieu de 961 à 957 avant notre ère : le Chu ou "Jing-Chu" , le Hufang,  et le Xian. Toutefois, on ne peut pas déduire de documents archéologiques ou d’archives d'époque les lieux où se trouvaient ces entités politiques ou la forme qu’elles prenaient. Par conséquent, toutes les informations concernant ces régimes qui sont exposées dans la suite de cet article font l’objet d’un débat et reposent sur des interprétations  . 
- Chu est sans doute le plus important et probablement le plus puissant des États de ce groupe. Alors que ses dirigeants tardifs prétendent être issus de la légendaire dynastie Xia du Nord de la Chine, le Chu est probablement une confédération tribale autochtone influencée par la culture du Nord qui a émergé après la fin de la domination de la région par les Shang[34] [37] [36]. À l'origine, le peuple Chu s'était installé le long des rives de la rivière Dan, dans le sud du Henan. À un moment, probablement avant le début de la guerre contre le roi Zhao, ce peuple s'est installé dans la région montagneuse située à l'ouest de la rivière Han, dans l'est du Hubei[23] [38]. Là, ils ont construit un centre fortifié près des monts Jing[27]. C'est durant cette période que le Chu devient le pouvoir local dominant, prenant le contrôle de plusieurs tribus vassales et de petits États[34] [37]. En conséquence de leur pouvoir croissant, les premiers dirigeants de Chu ont même "reçu une certaine forme de reconnaissance des Shang"[27].
- Les Hufang, beaucoup plus obscurs, partagent leur nom avec une politique enregistrée sur des os oraculaires de la dynastie Shang. Ces anciens Hufang sont couramment associés à la culture Wucheng mentionnée plus haut[29] [32].  Il existe un grand débat quant à savoir si les premiers Hufang sont bien le même peuple que les derniers Hufang, soit ceux qui ont combattu contre le roi Zhao de Zhou[27]. Dans ce débat, il faut noter que l'effondrement de la culture Wucheng coïncide avec la guerre contre le roi Zhao, et Donald B. Wagner relie directement la fin de Wucheng à l'essor de la dynastie Zhou[39]. Indépendamment de leur identité réelle, les derniers Hufang sont généralement situés au bord du fleuve Han [27] ou du Yangzi [21] par des sinologues[note 2].  Li Feng pense que les Hufang sont alors très puissants et que ce ne sont pas les Chu qui sont les principaux ennemis du roi Zhao[40] [32].
- Si le Xian impliqué dans la guerre de 961 à 957 av. J.-C. peut être associé à l'État de la Période des Printemps et Automnes du même nom, il est donc situé dans l'actuel district de Huangzhou. On n'en sait guère plus sur cet État[27] [41].

### Relation entre la dynastie Zhou et le sud jusqu'en977av. J.-C.
L'activité de la dynastie Shang dans la région du centre du bassin du Yangzi Jiang prend fin brutalement avec la destruction de la dynastie par le peuple Zhou vers l'an 1046 av. J.-C. Après la chute des Shang, ces derniers fondent à leur tour leur propre dynastie et règnent sur les plaines centrales. Cependant, pour les peuples du Yangzi, les Zhou ne sont pas des inconnus. En effet, selon le Shiji de Sima Qian, avant la conquête de Shang, le dirigeant de Chu, Yuxiong, s'était rendu jusqu'à la cour des Zhou à Feng dans le Shaanxi pour se soumettre au roi Wen de Zhou. En se basant sur ce récits, l'historien Ralph D. Sawyer suppose que peut-être que Yu Xiong avait compris que la dynastie Shang s'effondrait ou voulait simplement s'assurer des bonnes relations avec tous ses puissants voisins. Quoi qu'il en soit, il a reconnu les Zhou comme étant puissants et prometteurs et a établi une relation amicale avec eux. En conséquence, lorsque les Zhou ont renversé la dynastie Shang, le Chu les a soutenus en leur fournissant des arcs et des flèches . 
Néanmoins, la soumission du Chu aux premiers Zhou est "à peine symbolique", car la distance entre les deux royaumes est trop grande, tout comme l'indépendance du peuple Chu. Le fait que cette soumission officielle ne représente guère plus qu'une modeste alliance ou un pacte de non-agression n'est toutefois pas un problème pour les premiers dirigeants Zhou. Pour eux, il est déjà avantageux qu’il n’y ait pas de menaces venant du Sud alors qu’ils consolident leur nouveau royaume. Cette relation mutuellement bénéfique, pacifique et coopérative entre Chu et Zhou se poursuit sous le roi Cheng de Zhou, qui élève le souverain de Chu, Xiong Yi, au rang de vicomte. Pendant le règne du roi Kang, Xiong Yi devient même l'un des cinq ministres les plus importants de la cour des Zhou . 
Outre ces liens politiques symboliques avec les Chu, la dynastie Zhou s’implante également de manière plus directe dans la région du Yangzi. En tant que successeur officiel des Shang, la dynastie Zhou devient le nouveau suzerain des derniers vassaux encore fidèles à l'ancienne dynastie dans le sud, principalement E et Zeng. La nouvelle dynastie hérite également des anciennes routes commerciales menant aux grandes mines du sud, qui sont rapidement devenues économiquement importantes pour les Zhou. Tout comme les Shang avant eux, la nouvelle dynastie commence à s'appuyer fortement sur les minerais importés des mines du sud pour assurer sa propre production croissante d'objets en bronze à grande échelle. Néanmoins, l’influence culturelle Zhou dans la région du centre du bassin du Yangzi Jiang reste faible au début. Très peu de bronzes Zhou datant de la période de transition Shang-Zhou ont été découverts dans l'est du Hubei, indiquant une faible présence des Zhou dans la région. Ces résultats correspondent aux inscriptions en bronze datant de cette période, qui montrent que la dynastie est initialement centrée sur l'expansion vers l'est et le nord, tout en laissant les régions du sud essentiellement isolées . 

## Prélude au conflit

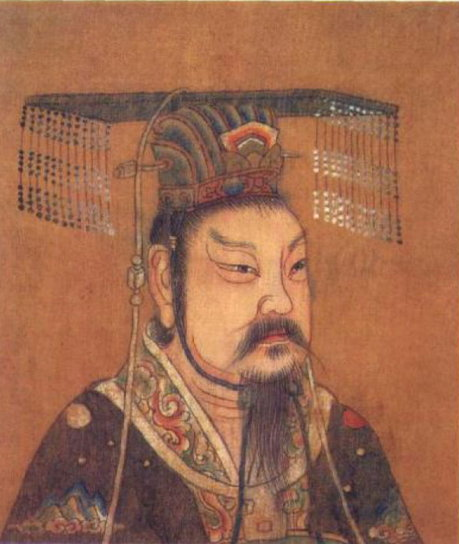
Dans la tradition de ses prédécesseurs, le roi Zhou Zhaowang souhaite agrandir le royaume de Zhou par des conquêtes.

La situation commence à changer radicalement pendant le règne du roi Zhou Zhaowang (r. 996-957 av. J.-C.). Après que ses prédécesseurs aient principalement sécurisé les frontières est, nord et ouest de l'empire Zhou, le roi Zhao tourne son attention vers le sud et se lance dans une importante entreprise militaire et coloniale dirigée vers le centre du bassin du Yangzi Jiang . Au début, les Zhou renforcent considérablement leur présence dans la région de Suizhou. Ce faisant, les États vassaux locaux de Zeng et E sont considérablement étendus et deviennent des bases essentielles pour l'expansion vers le sud. Surtout Zeng se transforme en un marquisat riche et puissant ( hóu侯) pendant cette période . 
La cause exacte de l'expansion agressive du roi Zhao dans le sud est inconnue, mais les sinologues ont envisagé plusieurs possibilités. D'un côté, l'expansion aurait pu avoir des causes économiques, car le besoin de minerais ne cessait de croître dans l'empire Zhou. En conséquence, le roi Zhao aurait peut-être voulu sécuriser et exploiter pleinement les mines du Yangzi en les conquérant  . Comme les États du Sud étaient relativement riches, l'expansion des Zhou aurait peut-être aussi été motivée par l'espoir de s'enrichir par le pillage. En outre, l'idéologie aurait pu contribuer au déclenchement de la guerre : peut-être le roi Zhao souhaitait-il recouvrer les territoires du sud autrefois dominés par la dynastie déchue des Shang, car la dynastie Zhou se voyait comme leur successeur légitime et avait donc le droit de diriger l'ensemble de son ancien territoire .  
Cela dit, les divergences politiques entre les Zhou et les États du Sud pourraient être la principale raison du déclenchement des hostilités. Sawyer affirme que, à mesure que "l'aspect formidable de la conquête des Shang" commence à s'estomper, de nombreux États vassaux non-Zhou deviennent rétifs à obéir au pouvoir central. Comme la plupart d’entre eux ne se sont soumis que formellement/symboliquement à la dynastie Zhou et n’ont fait que verser des tributs, cela ne leur aurait pas coûté beaucoup d’efforts pour renoncer à leur allégeance à la lointaine dynastie. D'après des historiographies plus récentes, Charles Higham estime qu'il en a été ainsi pour le Chu: il s'est rapidement étendu après la période de transition entre les dynasties Shang et Zhou, augmentant ainsi son pouvoir et son influence et prenant le contrôle de larges pans du bassin de la rivière Han et des vallées centrales du Yangzi. Avec cette montée en puissance, le Chu devient provocant envers les dirigeants Zhou. Se sentant menacé ou simplement offensé par l'ascension et le défi de Chu, le roi Zhao a peut-être décidé d'envahir la région du Yangzi et plus tard, le Chu lui-même afin de rétablir la domination absolue des Zhou. . Cette interprétation est corroborée par le fait que des inscriptions en bronze et des historiographies tardives accusent le Chu, ainsi que le Hufang, de rébellion contre la dynastie Zhou. Sawyer note cependant que même si le Chu et d'autres pouvoirs locaux constituaient une menace pour le roi Zhao, ce sont les Zhou qui ont agi en tant qu'agresseurs primaires en lançant plusieurs invasions dans la région du Yangzi.

## Guerre

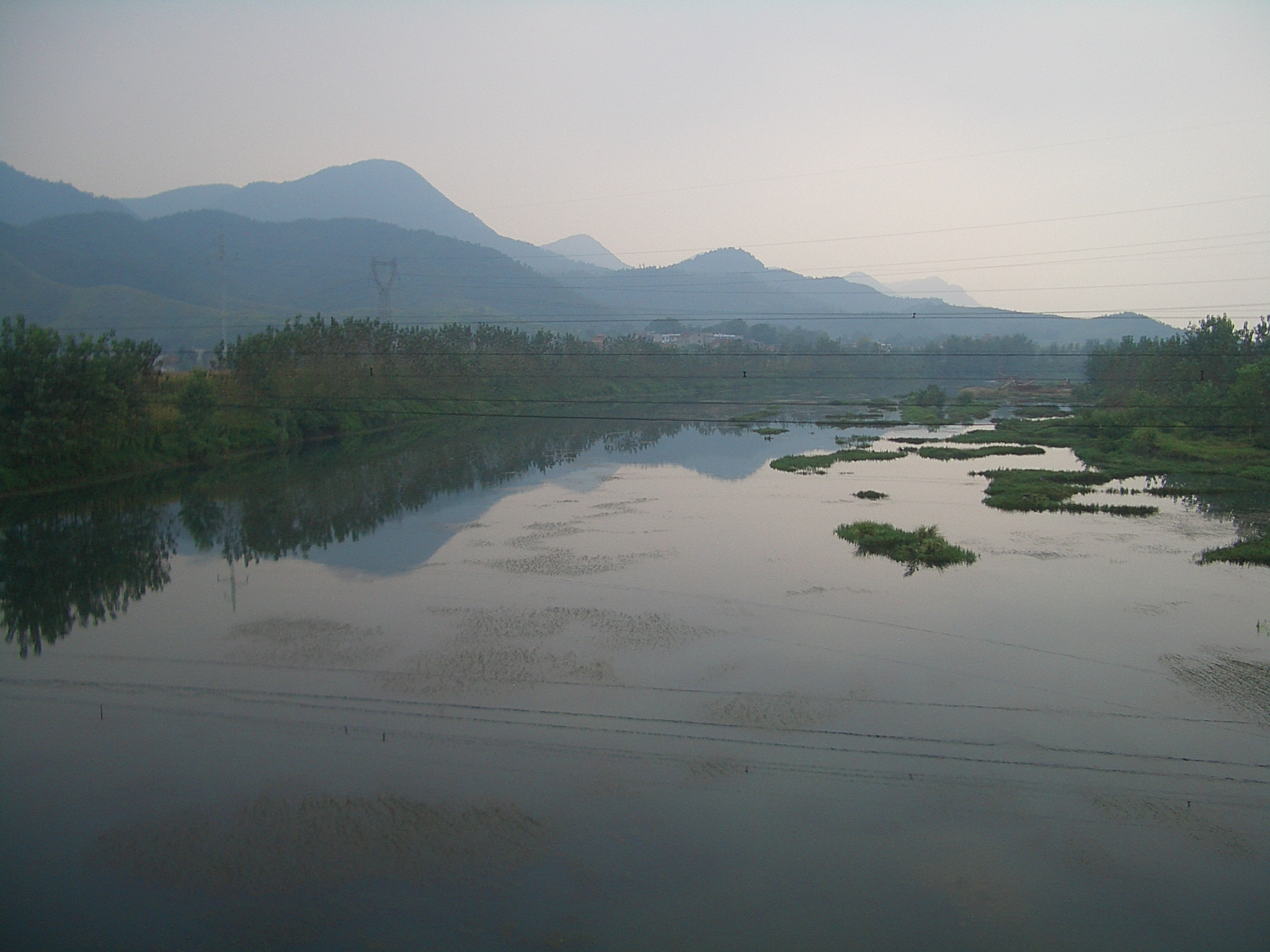
Au moment de l'invasion du roi Zhao, des marais tels que ceux de Yangxin étaient courants le long du fleuve Han et du Yangzi.

La guerre commence autour de l'an 961 av. J.-C., la seizième année du règne du roi Zhao, lorsqu'un des États vassaux du Chu attaque le territoire de Zhou, ou que celui-ci lance une frappe préventive, les sources sont contradictoires à ce sujet. Lorsque les hostilités éclatent, Bo Maofu, un haut fonctionnaire du Zhou, reçoit l'ordre de patrouiller le long du fleuve Han afin d'empêcher tout groupe ennemi de d'attaquer les défenses des Zhou ou de les contourner complètement pour envahir les réserves occidentales du Zhou, qui sont vulnérables à ce genre d'attaques. Dans le même temps, les vassaux du sud de Zhou, soit les États de Zeng, E, Fang et Deng, sont inspectés et enrôlés pour l'effort de guerre. Lorsque les forces royales Zhou arrivent depuis Chengzhou, dans la région du centre du Yangzi, elles établissent leur camp à Zeng.  À partir de là, les troupes combinées des armées royales et des États vassaux conquièrent la région située au nord du Yangzi, puis traversent la rivière Han, où le roi Zhao rencontre un rhinocéros, ce qui est interprété comme un signe de chance. L'armée Zhou procède à la soumission des 26 États vassaux de Chu situés dans la vallée de la rivière Han   , puis attaque et s'empare de la capitale fortifiée de Chu près des monts Jing. Ce faisant, les Zhou s'emparent d'un important butin, en particulier des métaux précieux, étayant l’hypothèse selon laquelle une des principales raisons de l’expansion vers le sud du Zhou est la quête de minerais ou le pillage . À ce stade des opérations, le roi est incapable de décider s'il doit ou non détruire et/ou occuper le Chu, ce qui permet à cet État de réussir à reconstruire son armée. Néanmoins, les forces Zhou réussissent à prendre le contrôle total de la zone située à l'est du fleuve Han et au nord du Yangzi et d'y construire la forteresse de Lutaishan, qui leur sert de base politique et militaire. 
Après ces premiers succès, les troupes Zhou lancent des attaques contre d’autres puissances du sud afin de sécuriser toute la région. C'est ainsi qu'une armée dirigée par le scribe Yü se lance dans une campagne victorieuse contre le Xian, tandis que le duc de Nan mène un assaut contre les Hufang vers 959 av. J.-C., assaut probablement victorieux, bien que cela soit contesté . Ces campagnes sont bien préparées et planifiées grâce à la construction de bases avancées, au recours à des alliés locaux, tels que les États de Fang, Deng et Eh, et à des entreprises diplomatiques. Le souverain de Qin, par exemple, est envoyé auprès des habitants de Fan, dans le nord du Henan, afin d'obtenir leur coopération lors des campagnes contre le Chu. 
En 957 av. J.-C., le roi Zhao lance sa deuxième grande campagne militaire au-delà de la rivière Han. Comme il lève la moitié des forces royales de Zhou, organisées en "Six armées de l'Ouest" ,  Li Feng et Ralph D. Sawyer estiment que cet assaut massif témoigne du désir de Zhao de mettre définitivement sous son contrôle la région du Yangzi et de détruire le Chu  . Si l'on en croit les Annales du Bambou, la deuxième offensive contre le Chu commence sous le mauvais présage d'une observation d'une comète, et par conséquent l'armée massive des Zhou, dirigée personnellement par le roi Zhao, le duc de Cai, et le ministre Xin Yumi, s'est avérée incapables de vaincre le Chu. Yin Hongbing suppose que c'est plus la méconnaissance des Zhou des caractéristiques géographiques et climatiques du sud qui a conduit à leur défaite dans cette campagne, que le passage d'une comète.  Refoulés, les Zhou veulent se retirer de l'autre côté de la rivière Han, mais selon le Lüshi chunqiu, le pont qu'ils utilisent s'effondre, projetant à la fois le roi et le duc de Cai dans les vagues. Même si Xin Yumi, qui a traversé la rivière avec succès, tente de les sauver, ils finissent tous les deux noyés   . En reconnaissance de ses efforts pour sauver le roi Zhao, Xin Yumi est ensuite nommé baron. La raison de la destruction du pont est inconnue, mais elle a pu résulter d'une surcharge, d'un sabotage ou d'une attaque surprise du Chu. Toujours est-il que,comme l'explique Ralph D. Sawyer, avec l’effondrement du pont, l’armée Zhou a non seulement perdu ses commandants les plus importants, mais, plus important encore, son seul chemin de retraite. Cela aurait plongé ces troupes Zhou, coupées du reste du royaumes, dans le chaos, après quoi elles ont été submergées et détruites par les forces du Chu, probablement dans le cadre "d'un engagement majeur". La mort et la défaite du roi Zhao ont par conséquent été attribuées au Chu par les générations suivantes. 

## Conséquences

Après sa victoire sur le Zhou et la conquête de E, le Chu devint l'un des États les plus puissants de la Période des Printemps et Automnes et de la Période des Royaumes combattants.

La défaite désastreuse du roi Zhao a de graves répercussions politiques pour la dynastie Zhou. La destruction de près de la moitié des forces royales, peut-être plus de 12 000 soldats  , est un revers militaire accablant, qui arrête l'expansion du royaume Zhou et force la dynastie à rester dans une posture défensive, alors que les Zhou tentent de reconstruire leurs forces. Il n’y eut plus aucune autre tentative d'invasion à grande échelle des États du sud et les Zhou n’ont donc plus jamais été en mesure de s’aventurer plus au sud dans la région centrale du Yangzi. Les campagnes militaires contre les Dongyi du Shandong s'enlisent puis sont complètement stoppées. Cependant, malgré sa "fin humiliante", le roi Zhao est encore parfois commémoré pour ses campagnes dans le Sud, car il a au moins établi sa domination politique sur la région située au nord du Yangtsé et à l'est du fleuve Han. Les Zhou ont également été en mesure de reconstruire les Six Armées occidentales perdues pendant le règne du roi Mu, le successeur de Zhao  et de défendre avec succès le royaume contre les invasions étrangères qui s'ensuivirent. 
Mais le simple fait que ces invasions se soient produites est cependant un signe du déclin des Zhou occidentaux. L’impact psychologique de la défaite des Zhou est bien plus grave que les pertes militaires que ces derniers ont subies. Pour les Zhou, il ne peut y avoir pire présage que la mort totalement inattendue du Fils du ciel aux mains des barbares du sud. Le royaume Zhou n'est plus invincible, et désormais ses ennemis «n'hésiteraient pas à tester sa force dans la mesure du possible». L'État Zhou "ne s'est jamais vraiment remis de cette perte", et sous les rois suivants, les révoltes d’États vassaux, ainsi que les invasions étrangères des terres Zhou deviennent de plus en plus fréquentes . 
Pendant ce temps, la confédération Chu se soumet de nouveau nominalement aux rois Zhou après sa victoire, ses dirigeants s'abstenant d'utiliser des titres royaux. Comme le Chu a fermement établi son autonomie et son contrôle sur la région moyenne du Yangzi, il n'est plus nécessaire de défier ouvertement les monarques Zhou. Après la mort de son père, le roi Mu mène une campagne punitive contre la confédération afin de la forcer à se soumettre pleinement, mais sans succès. Dès lors, le Chu reste un État au pouvoir incontesté et pratiquement indépendant. Peut-être pour vérifier l'expansion de la confédération, la dynastie Zhou déplace son État vassal de E dans le bassin de Nanyang, situé au nord de Chu. Jusqu'au règne du roi Li de Zhou, E est peut-être l'État le plus puissant de la région du centre du bassin du Yangzi et assure la sécurité de Zhou dans le sud. E se révolte cependant en 850 av. J.-C. et est détruit par Zhou , avant d’être absorbé par le Chu, qui devient ainsi encore plus puissant. Après une dernière guerre contre les Zhou qui a lieu en 823 av. J.-C., l'État de Chu se sépare complètement du royaume de Zhou. Après 703 av. J.-C., les dirigeants de Chu se déclarent enfin rois et égaux des dirigeants Zhou.